# Tweede Italiaans-Ethiopische Oorlog
De Tweede Italiaans-Ethiopische Oorlog was de strijd om Ethiopië tussen het fascistische koninkrijk Italië en het Ethiopische Keizerrijk in 1935-1936. De oorlog duurde zeven maanden en leidde tot de Italiaanse bezetting van Ethiopië. De inval werd door de Volkenbond als agressie van Italië bestempeld maar de sancties waren niet efficiënt. Tezamen met de Japanse inval in China toonde deze oorlog de machteloosheid van de Volkenbond aan. Vanaf dat moment werd de bond, die door veel landen sowieso al werd gezien als het verlengstuk van Groot-Brittannië en Frankrijk, niet meer serieus genomen. Voor nazi-Duitsland vormde dit de lakmoesproef met het oog op de geplande eigen agressie tegen Oostenrijk en Tsjecho-Slowakije en de herbezetting van het Rijnland.

## Voorgeschiedenis
Italië leek zich onder Mussolini tot een grote mogendheid te ontwikkelen. Het bezat een permanente raadszetel in de Volkenbond, het fascisme werd als voorbeeld beschouwd door velen, binnenlands heersten orde en gezag. Italië bezat dus internationaal een belangrijke stem in het kapittel. In 1934 nog had Mussolini Oostenrijk beschermd tegen Duitse agressie en daarmee een diplomatieke overwinning behaald. Het leek onwaarschijnlijk dat Italië Ethiopië zou willen aanvallen; in 1923 had Italië nog geijverd voor de toelating van Ethiopië tot de Volkenbond. In 1928 was de verhouding bekrachtigd door een vriendschapsverdrag.
Mussolini leek hier aanvankelijk tevreden mee, maar het Italiaanse koloniale rijk stelde in zijn ogen toch te weinig voor vergeleken met dat van Groot-Brittannië en Frankrijk. Zelfs landen als Nederland en België hadden grotere koloniale rijken. Ethiopië was het makkelijkst te bezetten en bovendien vrijwel het enige onafhankelijke land dat nog over was in Afrika. Bovendien had Italië in de Eerste Italiaans-Ethiopische Oorlog in 1896 een nederlaag geleden bij Adwa, aan de Eritrees-Ethiopische grens en die wilde Mussolini wreken.
In december 1934 kwam zijn kans toen Ethiopische troepen slaags raakten met Somalische troepen onder Italiaanse vlag, bij de Walwal-oase in de Ogaden-woestijn. De grens was niet duidelijk vastgelegd en beide zijden meenden op eigen grondgebied te zijn. Het was maar een klein incident, dat beide landen makkelijk onderling of via de Volkenbond hadden kunnen oplossen. Bovendien vereiste het verdrag uit 1928 dat een dergelijke zaak ter arbitrage zou worden voorgelegd. In plaats daarvan verkoos Mussolini de zaak te laten escaleren door steeds zwaardere eisen te stellen. De plaatselijke gouverneur moest persoonlijk naar de Walwal-oase komen en de Italiaanse vlag groeten. Bovendien moest Ethiopië schadevergoeding betalen, liefst natuurlijk in natura in de vorm van gebiedsafstand.
Haile Selassie reageerde met het aanhangig maken van de kwestie bij de Volkenbond, maar hij trachtte ook Mussolini te paaien door hem een gebied bij de Walwal-oase aan te bieden, maar Mussolini liet de Regia Marina zijn troepen naar Eritrea verschepen en weigerde iedere toenadering. Ook nadat een commissie van de Volkenbond in het voordeel van Ethiopië uitspraak had gedaan betreffende Walwal, bleef Italië op basis van secundair ingebrachte klachten en eisen zich agressief opstellen.
In september 1935 leek het erop dat de Volkenbond krachtig zou optreden tegen Italiaanse agressie. De Britse minister van buitenlandse zaken Samuel Hoare, 1st Viscount Templewood hield een vlammend betoog in de Volkenbond, en een Britse vloot voer de Middellandse Zee in. Mussolini wist echter dat dit te maken had met een vlootoefening die sowieso al gepland was en dat de vloot slecht uitgerust was. Hij was dan ook niet onder de indruk. Op 3 oktober 1935 vielen Italiaanse troepen Abessinië (het huidige Ethiopië) binnen vanuit Italiaans-Somaliland en Eritrea.
Van Italiaanse zijde werd ter rechtvaardiging van het militair optreden aangevoerd dat Italië in Ethiopië de slavernij beoogde af te schaffen: er bestond inmiddels een mondiaal verdrag tegen slavernij, de Internationale Slavernij-Conventie uit 1926, maar de Volkenbond bleek niet bij machte de naleving daarvan af te dwingen. Groot-Brittannië, Frankrijk en Italië, wier koloniën het land destijds omringden, hadden reeds in 1906 onderling een tripartiete verdrag gesloten omtrent hun aspiraties.
Na de inval in oktober 1935 werden inderdaad twee wetten uitgevaardigd, een reeds in oktober 1935 en vervolgens een in april 1936 om slaven in het land te bevrijden. Italië zou daarmee tijdens de korte bezetting van Ethiopië 420.000 slaven hebben bevrijd.
Paus Pius XI steunde het invasieplan en schakelde de zondagsmis in om te helpen met het mobiliseren van soldaten. De voorheen amicale relaties met de Ethiopisch-Orthodoxe Kerk ruimden plaats voor een agressief beleid gericht op eliminatie. Italiaanse troepen zouden honderden kerken verwoesten en duizenden geestelijken standrechtelijk executeren.

## De eerste fase

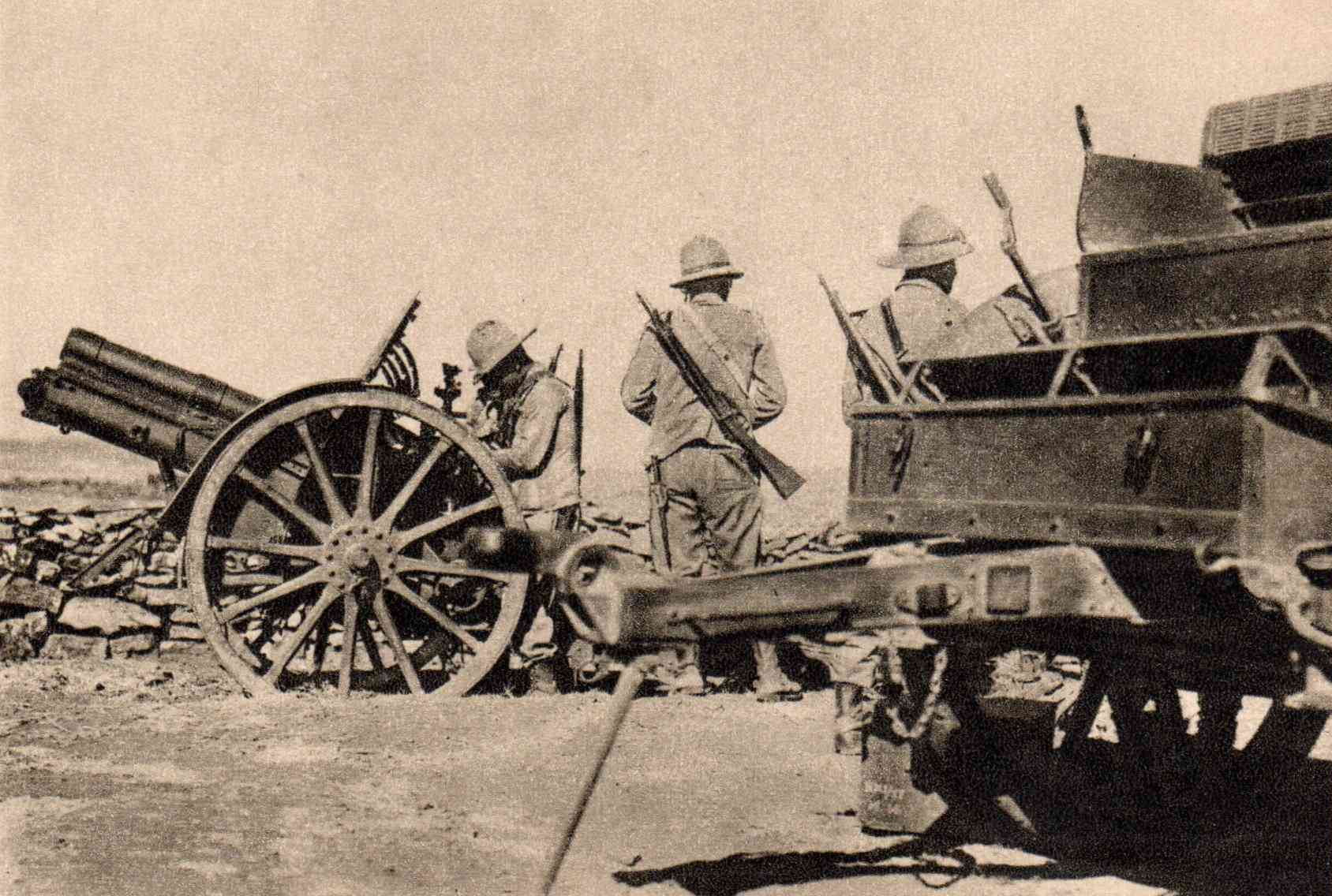
Italiaanse artillerie in de provincie Tembien in 1936

Het conflict eiste van Italië een aanzienlijke oorlogsinspanning. Het Ethiopische leger kon honderdduizenden mannen in het veld brengen, voorzien van lichte infanteriewapens, met een uitstekend moreel en goed op de hoogte van het lokale terrein. Daarom was het nodig een half miljoen Italianen naar Eritrea te verschepen. Als de Britten het transport door het Suezkanaal geblokkeerd hadden, zou dat het Italiaanse leger voor onoverkomelijke logistieke problemen gesteld hebben. De grote vrees van het Italiaanse opperbevel was dat de strijd meteen zou ontaarden in een slepende guerrilla zodat de ellende die men tijdens de jaren twintig in Libië te verduren had gehad zich zou herhalen maar dan op een veel grotere schaal. Daarom hoopte men de Ethiopiërs te verleiden tot een concentratie van de hoofdmassa van hun leger en een beslissende veldslag. Die zou men kunnen uitlokken door een korte opmars de hoogvlakte op.
De Italiaanse colonnes rukten op vanaf 3 oktober 1935 en met hen ook de Eritreeërs, die de kans om zich op hun oude vijand Ethiopië te wreken met beide handen aangrepen. De Eritreeërs waren geconcentreerd in speciale divisies die een zeer belangrijke bijdrage aan de strijd zouden leveren. Ook opstandige stammen binnen Ethiopië, zoals de Galla, sloten zich bij de aanvallers aan. Onder de Italiaanse troepen bevonden zich divisies zwarthemden. Hoewel goed uitgerust waren die weinig professioneel en slecht gedisciplineerd. Ze raakten snel gedemoraliseerd door tegenslagen. Haile Selassie had grote gebieden aan zijn grenzen ontruimd om de Italianen niet te prikkelen en aanvankelijk ontmoetten de legers weinig weerstand.

De eerste fase

De Ethiopiërs hadden 400.000 geweren. Adolf Hitler had de Ethiopiërs 16.000 geweren en 600 machinegeweren geleverd, omdat hij hoopte dat Italië verzwakt zou zijn tegen de tijd dat hij zelf Oostenrijk zou binnenvallen. Logistiek en bevoorrading van de Ethiopische legers was in alle opzichten verouderd en gebeurde grotendeels met paard en wagen. Haile Selassie kondigde aan dat iedere getrouwde krijger zijn vrouw moest meenemen en iedere ongetrouwde krijger een willekeurige ongetrouwde vrouw mocht uitkiezen, zodat de vrouwen voor het eten konden zorgen. De soldaten waren ondervoed. Na een geleverde strijd keerden zij vaak terug naar hun dorp. In man-tegen-mangevechten en hinderlagen konden ze de Italianen verslaan, maar in het open veld waren de Italianen superieur aan de Ethiopiërs. Bovendien beschikten de Italianen over een moderne luchtmacht Regia Aeronautica van 390 vliegtuigen, terwijl de Ethiopiërs maar 13 vliegtuigen en vier piloten hadden: drie verouderde Potez 25 tweedekkers en de rest transportvliegtuigen voor gewonden. Na drie dagen oorlog hadden de Italianen Adwa veroverd door deze stad vanuit de lucht te bombarderen. Vittorio, de zoon van Mussolini en zelf oorlogsvlieger, vond het erg vermakelijk om Ethiopische soldaten vanuit de lucht te bombarderen of te beschieten. Vanuit de lucht zag hij de soldaten alle kanten opvluchten, wat volgens hem leek op "een bloem die plotseling opbloeit". Toch ging de opmars niet van een leien dakje. Het slechte wegennet werkte in het nadeel van de gemotoriseerde Italiaanse troepen. Bovendien bleven de Ethiopiërs fanatiek weerstand bieden. Bij een berucht incident maakten ze zelfs met blote handen de rupsbanden van twee lichte tanks onklaar, bogen de machinegeweerlopen krom en rukten de bemanningsleden eruit om ze ter plaatse te onthoofden.
Begin december 1935 waren de Italianen 130 kilometer opgerukt. Op dat moment voerden de Ethiopiërs hun Kerstoffensief uit, over drie aanvalsassen met 180 000 man oprukkend om vooruitgeschoven Italiaanse eenheden te overrompelen en de flanken aanvallend om hun aanvoerlijnen af te snijden. Verschillende Italiaanse eenheden werden gedwongen met zware verliezen terug te trekken. Het lukte de Ethiopiërs echter niet hun aanvallen goed te coördineren. Ze poogden daartoe wat radioapparatuur in te zetten maar de Italianen luisterden hun berichten af en kwamen zo eenvoudig op de hoogte van de vijandelijke plannen. Door een gebrek aan vuurkracht mislukte het offensief uiteindelijk. Het leidde echter tot grote spanningen binnen het Italiaanse opperbevel en een ingrijpen van de geërgerde Mussolini.

## Internationale reactie

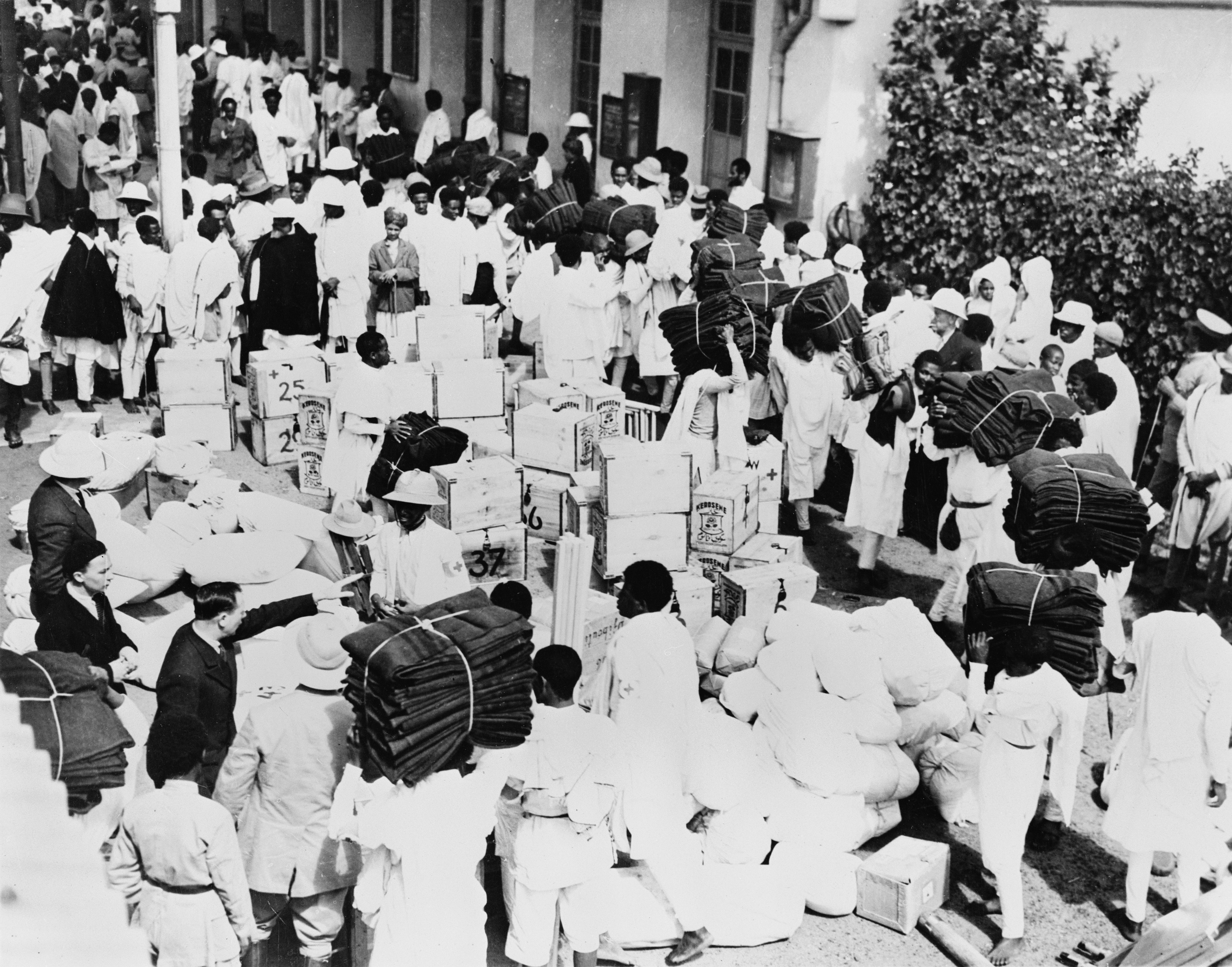
Hulpgoederen voor de Ethiopiërs

De Volkenbond reageerde met handelssancties, maar Frankrijk bleef wegens economische redenen handel voeren met Italië. De sancties zouden, zelfs al waren ze uitgevoerd, bovendien niet erg effectief zijn geweest: ze omvatten onder andere ezels en aluminium, die Italië zelf voldoende bezat, verder nikkel, tin en rubber, maar geen kolen, ijzer, staal en olie. De olie-exporterende leden van de Volkenbond wisten namelijk dat Italië hoe dan ook olie uit de Verenigde Staten kon kopen en redeneerden dat een olie-embargo zich dus tegen henzelf zou keren. Bovendien zou een te streng embargo wellicht leiden tot een escalatie van de oorlog naar het Europese vasteland. Om dezelfde reden durfden de Britten niet het Suezkanaal voor Italiaanse (troepen)schepen te sluiten, wat direct een einde aan het militaire avontuur zou hebben gemaakt. Niettemin vormden de sancties wel koren op de molen van Mussolini, die er zijn populariteit mee opkrikte. Hij riep zijn volk op tot het brengen van "offers" nu de Britten en Fransen Italië zijn plaats onder de zon misgunden. Italiaanse echtparen leverden spontaan hun gouden huwelijksringen in in ruil voor stalen om zo de oorlog te helpen financieren.
De Britse minister Hoare, die op 11 september 1935 nog zo'n vlammend betoog in de Volkenbond had gehouden, had inmiddels met zijn Franse collega Laval een vredesplan - het Hoare-Lavalplan - ontworpen dat grote delen van Ethiopië aan Italië zou toekennen. 150.000 vierkante kilometer Ethiopisch grondgebied zou volledig worden afgestaan en nog eens 400.000 vierkante kilometer zou praktisch onder Italiaanse controle komen. Ethiopië zou worden teruggebracht tot een rompstaat in de Ethiopische hooglanden. In ruil hiervoor zou Ethiopië een haven aan en een corridor naar de Rode Zee krijgen; waarschijnlijk zou het daarbij gaan om Zeila in Brits-Somaliland.
Dit plan zou later aangehaald worden als een schoolvoorbeeld van het wijken van het ideaal van internationale samenwerking voor eigenbelang. De Britten waren de oorlog zat, en de Fransen waren bang dat de hele episode Italië in de armen van Duitsland zou drijven.
Zowel Italië als Ethiopië verwierpen het plan: Italië vond de 150.000 km² nog te gering en wenste bovendien een overheersende rol in de 'internationale commissie' die in het plan namens de Volkenbond de Ethiopische regering zou assisteren, adviseren en controleren. Ethiopië was van mening dat elke vorm van gebiedsafstand aan Italië een beloning voor agressie zou zijn. Het plan had geheim moeten blijven tot alle partijen en de Volkenbond het hadden geaccepteerd. Het lekte echter uit naar de pers, en de publieke opinie sloot zich aan bij de Ethiopische bezwaren. Een belangrijk punt van kritiek was hierbij de bepaling dat Ethiopië geen spoorlijn door zijn corridor naar de verkregen haven zou mogen aanleggen. De politieke rekening kregen Hoare en Laval direct gepresenteerd: ze werden gedwongen ontslag te nemen.

## De tweede fase

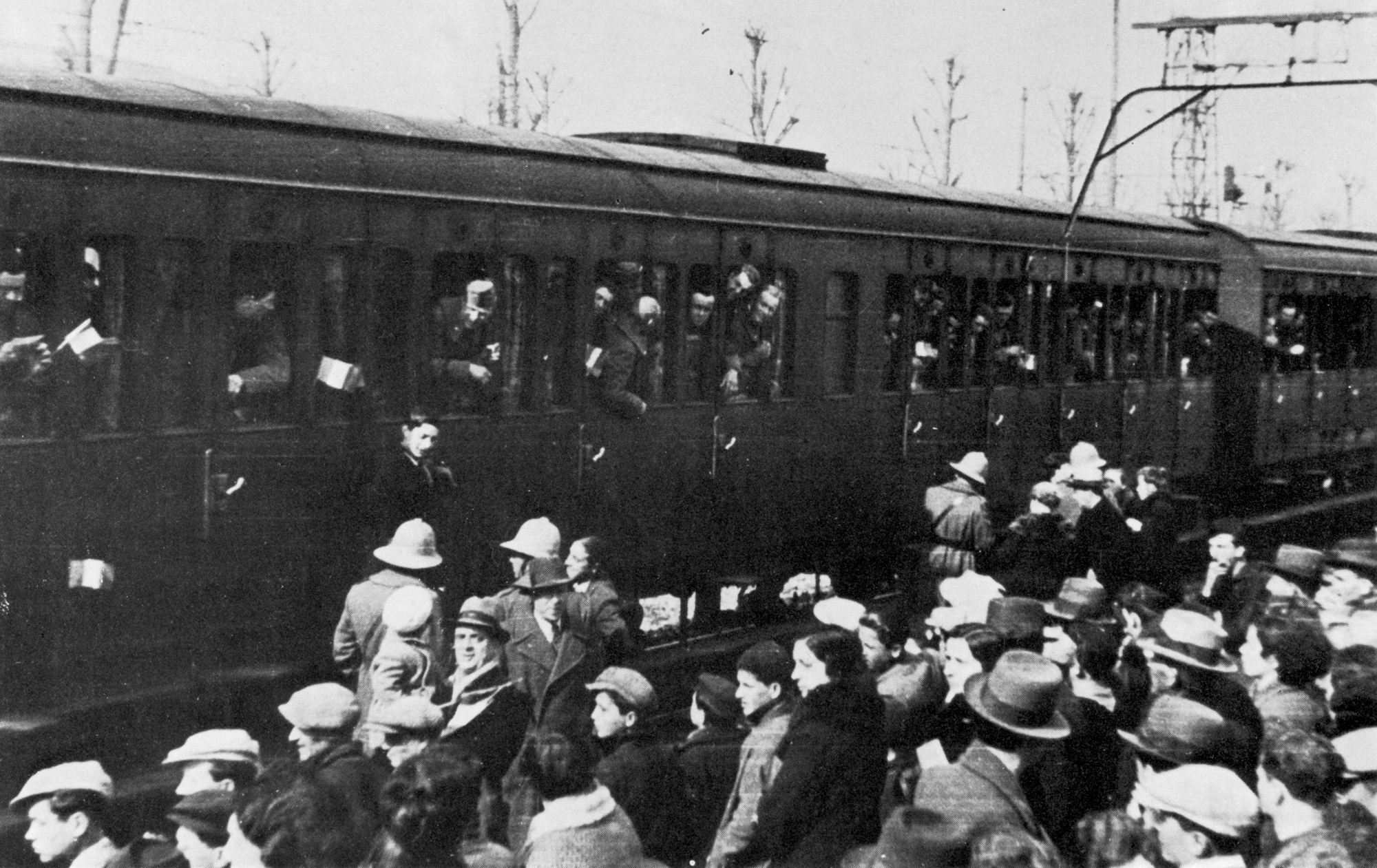
Italiaanse soldaten vertrekken uit Montevarchi naar Ethiopië

In december 1935 en januari 1936 hadden de Italiaanse troepen zich beziggehouden met de aanleg van wegen en onbeduidende schermutselingen, maar half januari werd de opmars naar Addis Abeba hervat. Mussolini had inmiddels bevelhebber Emilio De Bono vervangen door Pietro Badoglio, omdat eerstgenoemde te veel zou treuzelen. Badoglio, versterkt door twee legerkorpsen, besloot de Ethiopische grendelposities naar Makale te forceren in de Eerste slag om Tembien. Na zware strijd op 23 en 24 januari braken zijn troepen door en dwongen de Ethiopiërs tot de aftocht. Beslissend hierbij was het overwicht van de Italiaanse artillerie. De Italianen konden zo'n vijftienhonderd stuks geschut inzetten tegen de Ethiopiërs driehonderd. De Italiaanse artillerie vuurde in de slag tweehonderdduizend granaten af. Die waren, ondanks het slechte terrein, door vrachtwagens aangevoerd. Hoewel de Italianen een volledig luchtoverwicht hadden, was het belang van hun luchtmacht in de eigenlijke strijd gering. Italiaanse vliegtuigen zouden tijdens de hele oorlog maar 1800 ton bommen afwerpen, waarvan de meeste hun doel misten. Transportvliegtuigen echter voerden de benzine aan waarmee de vrachtwagens rijdende werden gehouden voor de munitieaanvoer. De oorlog ging op dezelfde voet verder als in oktober en november. De Italianen gingen ook over tot het omkopen van provinciale leiders, de Ras.

De tweede fase

Er waren nog steeds grote concentraties van Ethiopiërs over in de noordelijke bergen. Die werden in februari en maart geneutraliseerd. Tussen 10 en 19 februari veroverden de Italianen Amba Aradam en vernietigden het leger van ras Mulugeta in de Slag om Enderta. Tussen 27 en 29 februari werden de legers van ras Kassa en ras Seyoum vernietigd in de Tweede slag om Tembien. Begin maart volgde het leger van ras Imru in de Slag om Shire. De weg naar Adis Abeba lag nu open.
Selassie stond nu voor om de overgebleven troepen te splitsen en tot een guerrilla over te gaan. Zijn legercommandanten echter besloten tot een allerlaatste krachtinspanning. De restanten van het leger en de keizerlijke garde, bij elkaar zo'n vijftigduizend man, voerden op 31 maart een tegenoffensief uit op de Italiaanse voorhoede in de Slag om Maychew. Hoewel Badoglio op zo'n actie gehoopt had, waren zijn troepen onvoldoende ingegraven. Ze wankelden onder de massale Ethiopische infanterieaanvallen die met ware doodsverachting werden uitgevoerd. Uiteindelijk raakte het Ethiopische leger door de zware verliezen uitgeput. Bestookt door de Italiaanse luchtmacht met gifgassen, trok men zich terug. Op 5 mei kon Badoglio de hoofdstad binnentrekken.
Beide partijen hielden weinig rekening met het oorlogsrecht. De Italianen klaagden bij de Volkenbond dat de Ethiopiërs de gevangengenomen piloot Tito Minniti hadden gecastreerd en onthoofd en dat ze het Rode Kruisembleem misbruikten. De Ethiopiërs beschuldigden de Italianen van het bombarderen van Rode Kruisposten en het gebruik van verboden wapens als dumdumkogels en mosterdgas. De beschuldigingen waren moeilijk na te trekken, maar vast is komen te staan dat de Italiaanse troepen inderdaad gebruik hebben gemaakt van mosterdgas en dit op uitdrukkelijk en herhaald bevel van Benito Mussolini in telegrammen. De Zweedse graaf Carl Gustaf von Rosen, zoon van Eric von Rosen vloog als piloot met gewonden en was ooggetuige van een Italiaanse aanval op een ziekenhuis en van het gebruik van mosterdgas. Op 4 april zag Haile Selassie de lijken drijven in het met mosterdgas vergiftigde Ashenge-meer.
Op 2 mei 1936 vertrok Haile Selassie met het goud van de Ethiopische centrale bank per trein van Addis Abeba naar de havenstad Djibouti. Mussolini weigerde Rodolfo Graziani de toestemming om de trein te bombarderen. Haile Selassie ging aan boord van de Britse kruiser HMS Enterprise (D52) en voer langs Jeruzalem en Gibraltar naar Londen. Graziani had intussen een aparte campagne gevoerd in het zuiden, met snelle aanvallen van Italiaans Somaliland uit de Ogaden veroverend.
Op 5 mei trok Pietro Badoglio aan het hoofd van een militaire colonne Addis Abeba in. Ethiopiërs stonden langs de kant en brachten de fascistische groet. Twee dagen later annexeerde Italië Ethiopië. Koning Victor Emmanuel III zou vanaf dat moment zowel koning van Italië als keizer van Abessinië zijn. Niet ieder land zou deze keizerstitel echter erkennen.

## Nasleep en gevolgen
Duitsland zag de machteloosheid van de Volkenbond en werd hierdoor aangemoedigd om in maart 1936 het Rijnland te herbewapenen. De bond, nog steeds in beslag genomen door de oorlog in Afrika, kwam niet verder dan een plechtige verklaring dat het Verdrag van Locarno inderdaad geschonden was.
Op 30 juni 1936 verscheen Haile Selassie in een bijzondere zitting van de Volkenbond in Genève. Italiaanse journalisten maakten vanaf de publieke tribune de keizer belachelijk: ze floten hem uit en maakten oerwoudgeluiden. Na hun verwijdering sprak Selassie drie kwartier. Zijn toespraak was een vurige wens voor gerechtigheid en de waarschuwing dat ieder van de lidstaten weleens het volgende slachtoffer van agressie zou kunnen zijn.
Het was vergeefs, na twee weken trok de bond alle sancties tegen Italië in. De Italiaanse bezetting van Ethiopië werd door het Verenigd Koninkrijk en Frankrijk niet officieel erkend, maar dat was dan wel de enige overblijvende maatregel. Desondanks was de verhouding tussen Italië en deze landen volledig verstoord en werd het fascistische Italië daardoor tot een inniger samenwerking met het nationaalsocialistische Duitsland gedreven.
Na de verovering van de hoofdstad hadden de Italianen maar een klein deel van Ethiopië onder controle. De guerrilla die ze gevreesd hadden, volgde alsnog. Het merendeel van de Italiaanse troepen werd teruggetrokken zodat het pacificeren van het gebied een zeer moeizaam proces bleek. In de loop der jaren werd de situatie echter steeds vreedzamer, voornamelijk omdat men de Ras omkocht. De financiële consequenties van de oorlog waren voor Italië zeer ernstig. Vooraf had men de kosten berekend op zes miljard lire maar al in 1936 was dat opgelopen tot twaalf miljard lire. Het kostte het land een derde van de goud- en deviezenvoorraden. Italiaanse vrouwen werd opgeroepen hun trouwringen in te leveren om ze te laten omsmelten. Tussen 1936 en 1939 trad een inflatie op van 30% met grote schade voor de exportpositie. Uiteindelijk bedroegen de bezettingskosten tussen 1935 en 1940 zesenveertig miljard lire, gelijk aan een vijfde van de staatsuitgaven in die jaren. Daar stonden geen noemenswaardige economische voordelen tegenover.
Het Italiaanse leger leed met zo'n tienduizend doden en zwaargewonden slechts beperkte verliezen. Daarbij was een belangrijke gevechtservaring opgedaan. De Italiaanse bevolking, die vooraf geen fiducie had gehad in de goede afloop, kreeg wat meer vertrouwen in de strijdkrachten. Verder waren de gevolgen voor het leger echter voornamelijk negatief. De campagne had net zoveel uitrusting versleten als vijfenzeventig divisies van het reguliere leger nodig zouden hebben gehad voor een mobilisatie in het moederland — gelijk aan de totale geplande mobilisatiecapaciteit. Het vrachtwagenpark zou zich nooit meer geheel van de slijtage herstellen. De interventie in de Spaanse Burgeroorlog tussen 1936 en 1939 zou nog eens het drievoudige kosten met als gevolg dat Italië eigenlijk al militair uitgeput was toen de Tweede Wereldoorlog nog moest beginnen. Ook trok men de foute lessen uit de oorlog. Graziani had snel op kunnen rukken door zijn divisies een binaria-structuur te geven, met twee in plaats van drie regimenten en ze mobieler makend door af te zien van zware artillerie. Dat werkte wel in Ethiopië maar tegen Fransen, Britten en Grieken zou deze indeling de Italianen nog zwaar opbreken. Zulke divisies hadden onvoldoende vuurkracht en een divisiecommandant kon zonder derde regiment geen zwaartepunt leggen of een reserve instellen.
De bezetting - kolonisatie volgens de Italianen - van Ethiopië zou maar vijf jaar duren. In juni 1940 verklaarde Mussolini de oorlog aan de geallieerden en viel Frankrijk, Egypte en Brits-Somaliland binnen. Slechts de laatste operatie was tijdelijk succesvol, maar al vanaf maart 1941 werden Ethiopië en de rest van Italiaans Oost-Afrika door de Britten vanuit Soedan en Kenia veroverd, ondersteund door Ethiopische vrijscharen. In december van dat jaar zou Haile Selassie als eerste van de door de asmogendheden verdreven staatshoofden weer voet in zijn eigen hoofdstad zetten.

## Voetnoten
1. ↑  Ian Campbell, Holy War. The Untold Story of Catholic Italy's Crusade Against the Ethiopian Orthodox Church, 2022. ISBN 1787384772